# Kira Hagi
Kira Hagi (Barcelona, 1996. március 31. –) román színésznő. Barcelonában, Spanyolországban született.

## Pályafutása
Első színházi alakítása a Fetița cu chibrituri (A gyufárus lány") című darabban volt. Ezt követően a román Vígszínházban és Bukarest más színházában is szerepelt. A tanulmányainak utolsó évében Filip Ristovski segítségével fejlődött a művészete.
2013-ban 17 évesen mutatkozott be a București, te iubesc (Bukarest, szeretlek) című filmben, amit 2014-ben mutattak be. Később felvették a New York-i Filmakadémiára, és három évig az Egyesült Államokban tanult, de egy idő után visszatért Romániába. Később más filmekben, gyermeksorozatokban is szerepelt.
Más művészeti ágban is bemutatkozott, számos festményt is készített, amelyek közül néhányat eladtak, vagy nyilvános galériákban és magángyűjteményekben állítottak ki.

## A családja
Kira Hagi a híres román labdarúgó, Gheorghe Haginak és feleségének, Marilena Haginak a lánya. Van egy testvére is, Ianis Hagi, aki szintén válogatott labdarúgó.  Az édesapja aromán, így ő is részben aromán származású.

## Fordítás
- Ez a szócikk részben vagy egészben  a   Kira Hagi című angol Wikipédia-szócikk ezen változatának fordításán alapul.  Az eredeti cikk szerkesztőit annak laptörténete sorolja fel. Ez a jelzés csupán a megfogalmazás eredetét és a szerzői jogokat jelzi, nem szolgál a cikkben szereplő információk forrásmegjelöléseként.